# ケイジャン
ケイジャンあるいはケージャン（英語: Cajuns、フランス語: Cadiens）とは、祖先が北米東部のアカディア地方（カナダ南東部のノバスコシア地方）に入植したフランス人の直系で、イギリス人によってアカディアから追放されたのち、最終的に主にアメリカ合衆国ルイジアナ州南部に永住した人々を指す。同じフランス系のクレオールと区別して使われ、クレオールと異なり貧しい暮らしを強いられる人が多かった。
「アカディア人」を意味する英語「アケイディアン」（Acadians）から「ケイジャン」に転じた。音楽分野でケイジャン（ケイジャン・ミュージック）という用語は、ケイジャンの人々発祥の音楽を指している。

## 概要

ルイジアナ州の赤く塗られた部分がアケイディアナの22郡。ケイジャンの多くがここに居住している

北米アカディアのフランス系住民は18世紀半ばに英仏が戦いイギリスが勝利したフレンチ・インディアン戦争の結果、イギリス国王に対する忠誠表明を強いられたが、それを拒否したため、まず英国植民地（13植民地）に強制追放（大艱難）され、1758年からは一部がイギリスやフランス本土、一部が元フランス植民地でスペイン領となったルイジアナに分散して移住した。
ルイジアナ州のニューオーリンズおよびルイジアナ州南部の「アケイディアナ」と呼ばれる地域に定着した集団がよく知られている。1990年の国勢調査ではケイジャン人口はルイジアナ州で43万人、米国全土で60万人であった。

## 言語
多くのケイジャンのコミュニティでは、現在でもケイジャン・フランス語（Cajun French）と呼ばれる独自のフランス語方言が話される。この言語はフランス語アカディア方言（Acadian French）をベースにフランス本土のフランス語、フランス語のケベック方言やハイチ方言、ハイチのクレオール語であるハイチ語、インディアンの諸部族の言語やスペイン語、英語の語彙の影響を受けている。アメリカ合衆国の政策による英語教育以降は、ケイジャン英語（Cajun English）と呼ばれるフランス語の影響を受けた英語の方言が第二言語として、より若い世代のケイジャンには第一言語として話されている。

## ケイジャン料理

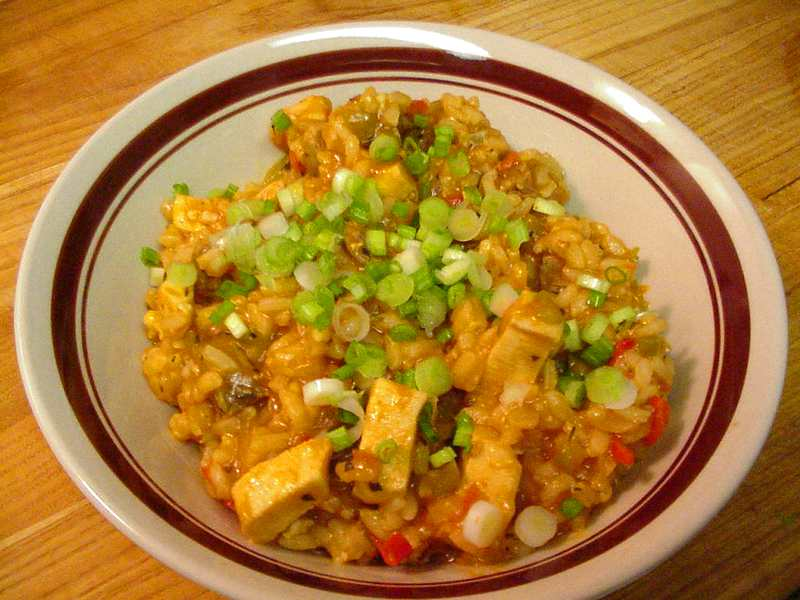
ジャンバラヤ

ケイジャン料理とは、基本的に地元で手に入る食材を生かした、素朴でシンプルな庶民の料理である。タマネギ、セロリ、ピーマン（合わせて「聖なる三位一体」と呼ばれる）を炒めたものを料理のベースとすることが多く、これはフランス料理のミルポワと関係がある。パンやコーンブレッドも食べられるが、主食には米を多用する。ケイジャン料理の中では、肉や野菜などの具が入り、チリペッパーなど香辛料が効いた炊き込みご飯「ジャンバラヤ」や刻み野菜と魚介類、鶏肉、ソーセージ（特にアンドゥイユなど）を煮込み、フィレパウダー（サッサフラスの葉を粉にしたもの）またはオクラでとろみをつけた「ガンボ」などがよく知られている。エビやカキ、カニを中心に魚介類がふんだんに使われることが多く、またケイジャンは長い間自給自足せざるを得なかったため、ザリガニやアメリカアリゲーター、カエルといった土着の食材もよく使われる。
より都会的で洗練されたニューオーリンズの伝統料理「クレオール料理」とは、基本的な素材や「聖なる三位一体」をはじめジャンバラヤやガンボなどいくつかの料理を共有するため、ルイジアナ州の外ではケイジャン料理はしばしばクレオール料理と混同されることが多い。ケイジャン料理の方がやや辛めであり、伝統的なケイジャン料理には高価な材料やフランス料理の技法が使われることはまずない。トマトの使用など、イタリア料理の影響も少ない。ケイジャン料理はだいたいにおいて庶民的であり、主菜を料理する鍋、主食（米やコーンブレッドなど）を調理する鍋、旬の野菜を調理する鍋の3つがあれば食事ができるといわれる。

## 音楽
ケイジャン音楽はもともとはアカディア人の伝統から発展した音楽の一ジャンル。当初はフィドルが優勢を占める楽器であったが、次第にアコーディオンが注目を浴びる楽器となった。